# Katav-Ivanovsk
Katav-Ivanovsk (en russe : Катав-Ивановск) est une ville de l'oblast de Tcheliabinsk, en Russie, et le centre administratif du raïon de Katav-Ivanovsk. Sa population s'élevait à 14 663 habitants en 2021.

## Géographie
Katav-Ivanovsk est arrosée par la rivière Katav — nom dérivé du bachkir « kataï » qui signifie rivière rapide —, un affluent de la rive gauche de la rivière Iouriouzan. Elle se trouve à 321 km au sud-ouest de Tcheliabinsk.

## Histoire

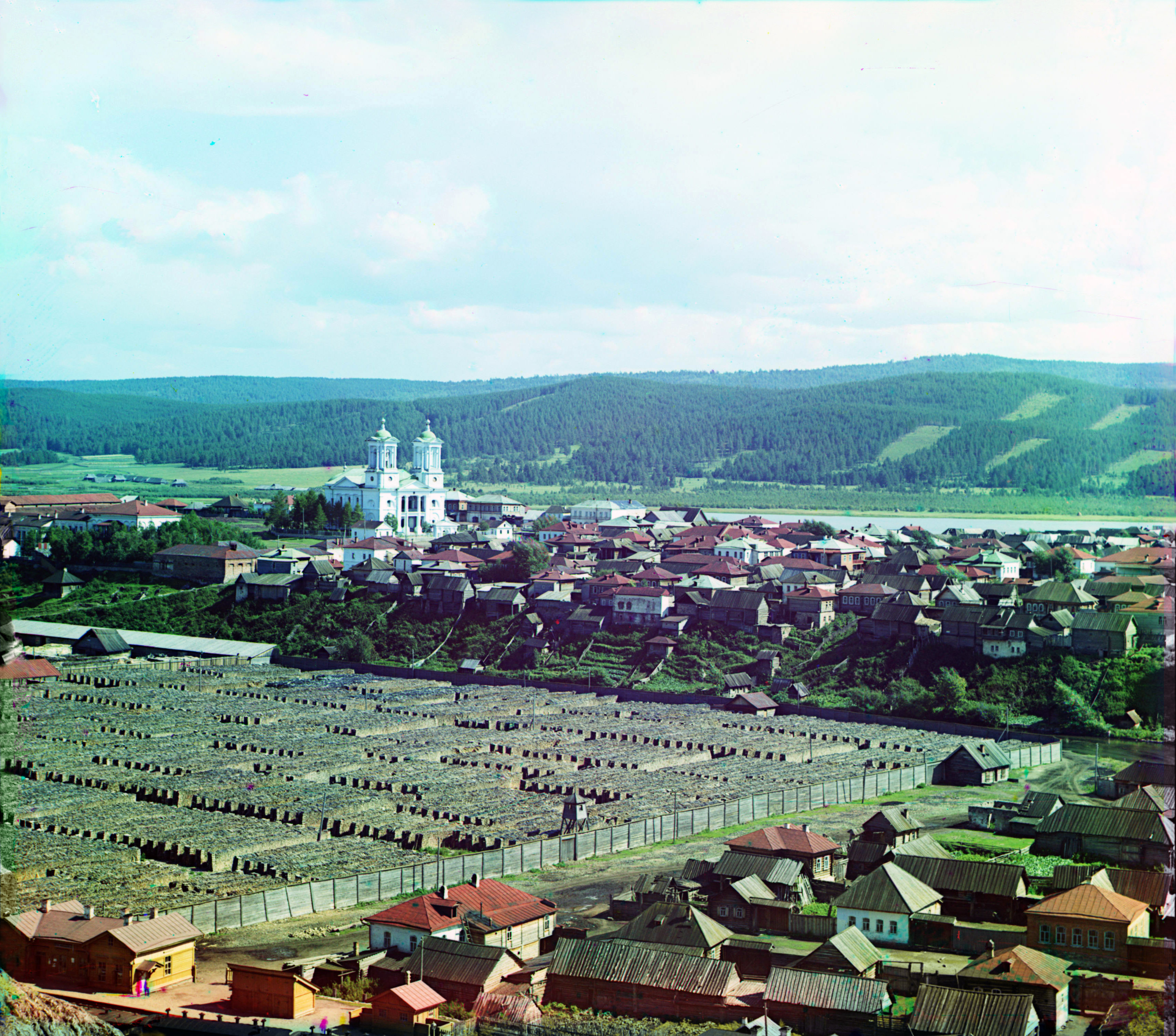
Katav-Ivanovsk en 1910, photographie de Sergueï Prokoudine-Gorski.

En 1755, Ivan Tverdychevym et Ivan Miasnikov établirent des forges pour transformer le riche minerai de fer de la région. En 1914, une cimenterie y fut mise en service. Katav-Ivanovski accéda au statut de commune urbaine le 27 août 1933 et devint le centre administratif d'un raïon en 1935. Elle a le statut de ville depuis le 27 août 1939. En 1941, pendant la Grande Guerre patriotique, la ville accueillit deux usines évacuées de la partie occidentales de l'Union soviétique menacée par l'invasion allemande : l'usine d'appareils de navigation de Léningrad et l'usine d'armements Kirov de l'oblast de Smolensk.

## Population
Recensements (*) ou estimations de la population
| 1931   | 1939*  | 1959*  | 1970*  | 1979*  |
| ------ | ------ | ------ | ------ | ------ |
| 10 000 | 14 273 | 20 573 | 20 188 | 22 795 |

| 1989*  | 2002*  | 2010*  | 2012   | 2013   |
| ------ | ------ | ------ | ------ | ------ |
| 24 972 | 20 162 | 17 630 | 17 337 | 17 032 |

| 2016   | 2019   | 2021   | - | - |
| ------ | ------ | ------ | - | - |
| 16 333 | 15 659 | 14 663 | - | - |

## Économie
Les principales entreprises de Katav-Ivanovski sont :
- KILMZ (en russe : Литейно-механический завод, Liteïno-mekhanitcheski zavod : fonderie fondée en 1755, fabrique des pièces de mécanique[2].
- Katavmach (en russe : Катавмаш) : broyeurs pour cimenteries.
- KIPZ ou usine de fabrication d'instruments de Katav-Ivanovski (en russe : Катав-Ивановский приборостроительный завод) : instruments de navigation[3].
- Katavtsement (en russe : Катавцемент) : ciment.

## Lieux à voir
- Le village Orlovka et la rivière Katav[4]
- L'église Saint-Jean-Baptiste construite en 1824[5].
- L'hôtel particulier des princes Belosselski-Belozerski qui abrite aujourd'hui le musée régional. Il est de style néoclassique et a une riche histoire. Il fait partie du patrimoine protégé d'importance régionale depuis 1999[6].
- Le palais de la culture, en style néo-classique[4].
- Le village de Tülük et le mont Iremel, crête de Zigal[7].
- Le parc «Patriote». Il s'étend entre Iouriouzan et Triokhgorny, sur le territoire du centre de loisir et de sport «Forçage», et présente de l'équipement militaire à ciel ouvert, avec des canons, des mitrailleuses, des chars blindés du temps de la Grande Guerre patriotique[8].
- L'étang de Katav-Ivanovsk, avec barrage construit pour l'industrie locale depuis le XVIIIe siècle[9].

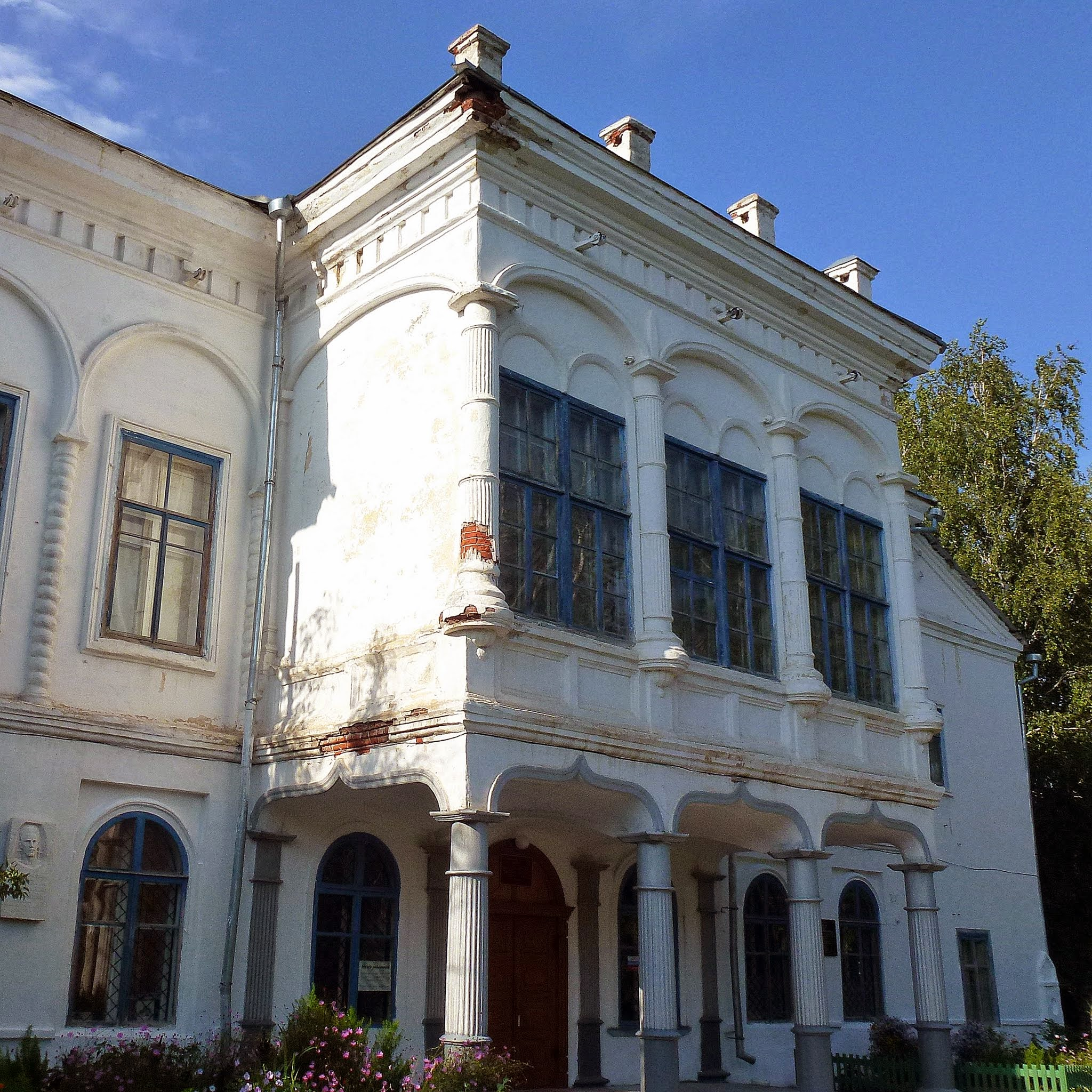
Musée régional
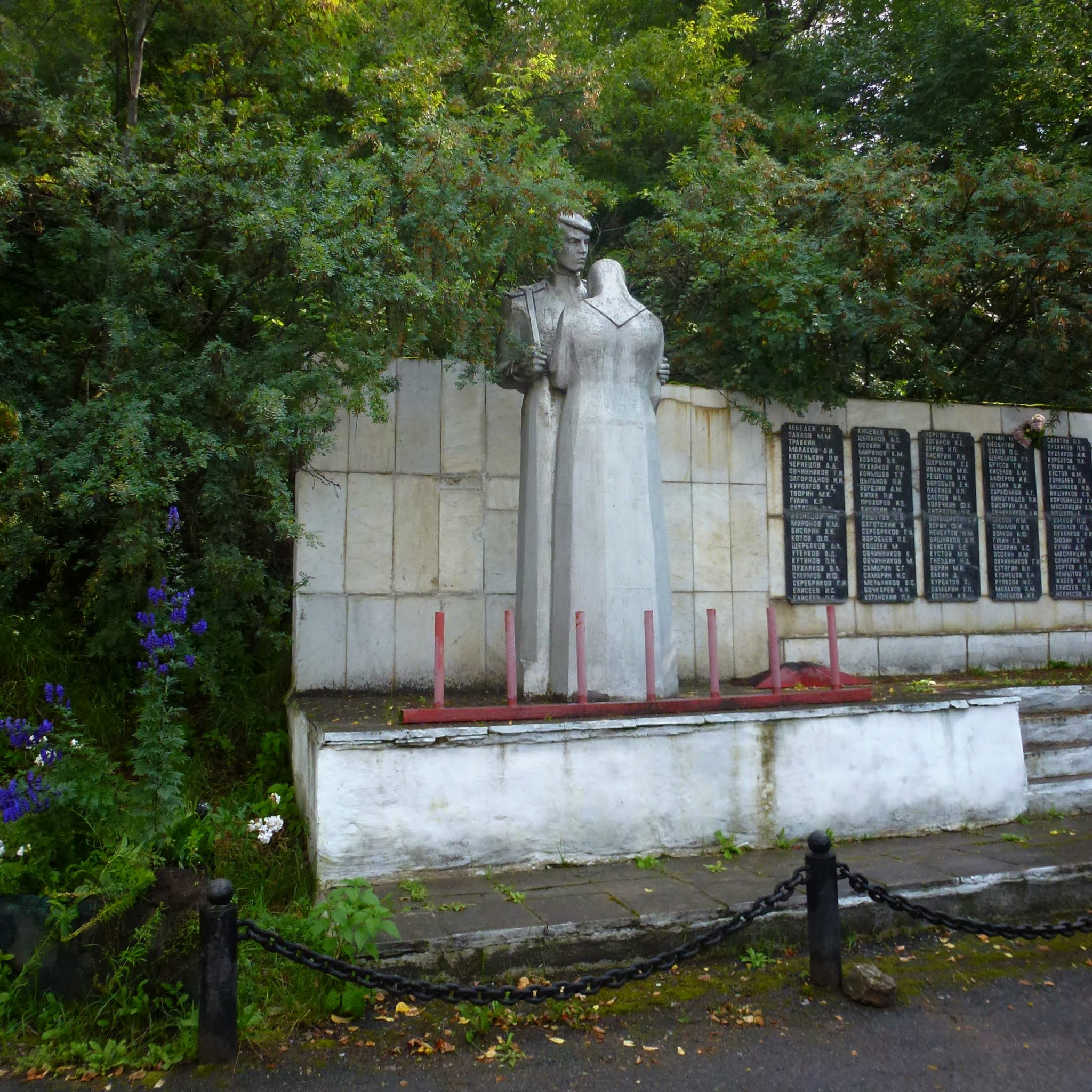
Monument aux morts
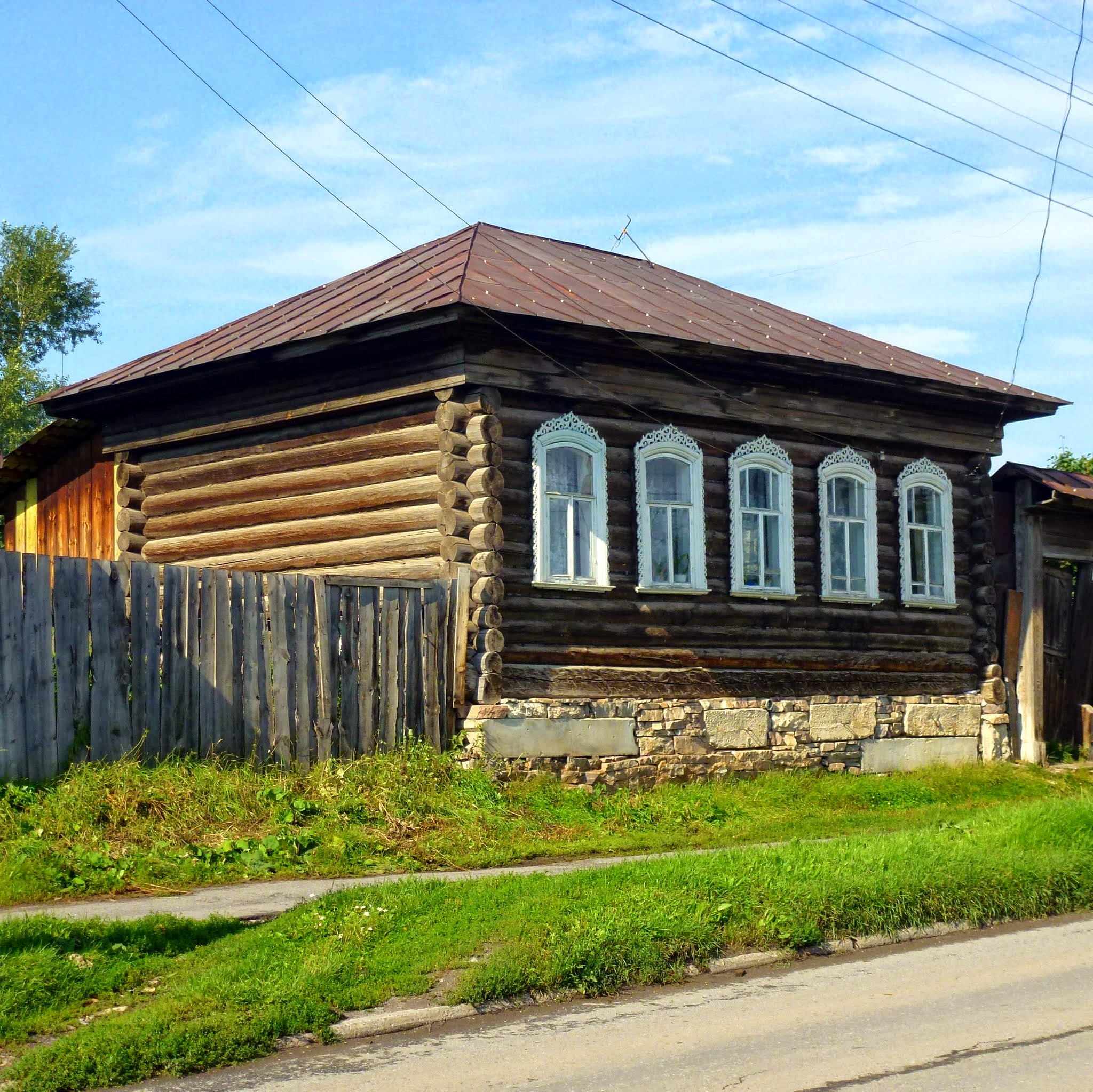
Isba typique